# Pasturina
La pasturina est une race bovine italienne.

## Origine
Elle est issue du croisements entre chianina et maremmana. Elle vient de Toscane d'où elle n'est jamais sortie. C'est une race en grand danger de disparition, avec 10 femelles et un mâle en 2002.

## Morphologie
Elle porte une robe blanche grisée. Ses cornes sont en lyre haute.

## Aptitudes
C'est une race conçue à l'origine pour les travaux agricoles. Robuste et musclée, elle convenait parfaitement à ce rôle. La mécanisation des l'agriculture a entrainé son éviction. Aujourd'hui, les quelques troupeaux résiduels produisent de la viande de bonne qualité.